# 컨베어 F-106 델타 다트
| 임무     | 요격기                                          |
| 제작사   | 컨베이어                                        |
| 첫비행   | 1956년 12월 26일                                |
| 첫배치   | 1959년 6월                                      |
| 퇴역     | 1998년 8월 (ANG) 1998년 (NASA)                  |
| 도입국   | 미국 공군                                       |
| 제작대수 | 342 (2대 프로토타입, 277대 F-106A, 63대 F-106B) |
| 개발원형 | 컨베이어 F-102                                  |

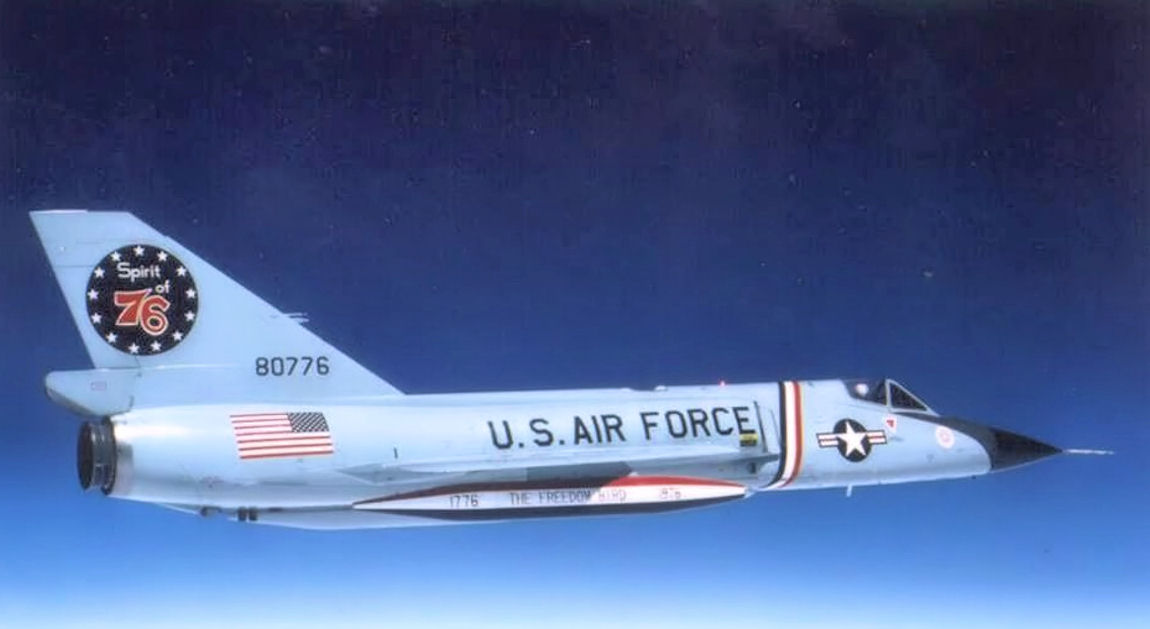

컨베이어 F-106 델타 다트(Convair F-106 Delta Dart)는 전천후 요격기로 개발 및 생산되었다.
는 1960년대부터 1980년대까지 운용된 미국 공군의 주요 요격기였다. 이른바 궁극의 요격기(Ultimate Interceptor, 얼티밋 인터셉터)로 설계된 이 항공기는 오늘날까지 미공군의 마지막 특수 요격기로 입증되었다. 앞서 개발되었던 F-102B 델타다거를 기초로 개량 및 재설계된 기체로 개발되었다. F-106은 기관포와 항공폭탄 대신공대공 미사일인AIM-4 팰컨을 내부에 탑재해 운용이 가능해 초음속 비행에서 이점을 가질수있게다었다.F-102와의 또 다른점은프랫 & 휘트니사의 J75 터보팬엔진을 장착해 더 강력한 출력을 낼수 있었으며 또한 가변형상 흡입덕트를 장착해 초음속 비행에 이점을 가질수 있었으며 날렵하고 더 큰 기체를 가질수있었다. 1956년 12월 첫 시제기가 비행에 성공했다.
재페이서 식스(Pacer Six) 프로그램을 통해 1988년까지 사용되던 항공기 QF-106 드론과 함께 1980년대에 점진적으로 퇴장하였다.

## 같이 보기
- 수호이 Su-9